# Драшковац (Двор)
Драшковац је насељено мјесто у општини Двор, у Банији, Сисачко-мославачка жупанија, Република Хрватска.

## Историја
Драшковац се од распада Југославије до августа 1995. године налазио у Републици Српској Крајини.

## Становништво
Насеље је према попису становништва из 2011. године имало 22 становника.
| Националност       | 1991. | 1981. | 1971. | 1961. |
| Срби               | 144   | 151   | 198   | 233   |
| Југословени        |       | 5     |       |       |
| Хрвати             | 1     | 2     |       |       |
| остали и непознато | 1     | 11    |       | 1     |
| Укупно             | 146   | 169   | 198   | 234   |

| Демографија | Демографија | Демографија |
| Година      | Становника  | Становника  |
| ----------- | ----------- | ----------- |
| 1961.       | 234         |             |
| 1971.       | 198         |             |
| 1981.       | 169         |             |
| 1991.       | 146         |             |
| 2001.       | 18          |             |
| 2011.       |             | 22          |